# Lamine Sagna
Lamine Sagna (ur. 17 listopada 1969 w Dakarze) – senegalski piłkarz występujący na pozycji pomocnika.

## Kariera klubowa
W swojej karierze Sagna reprezentował barwy zespołów ASC Diaraf oraz Girondins Bordeaux. W barwach Bordeaux rozegrał jedno spotkanie w lidze francuskiej, 24 maja 1991 przeciwko Olympique Lyon (0:1). Wystąpił też w meczu 1/16 finału Pucharu UEFA z 1. FC Magdeburg (1:0).

## Kariera reprezentacyjna
W reprezentacji Senegalu Sagna grał w latach 1990–1996. W 1990 roku został powołany do kadry na Puchar Narodów Afryki, zakończony przez Senegal na 4. miejscu. Zagrał na nim w meczach z Kenią (0:0), Zambią (0:0) i Algierią (1:2).
W 1992 roku ponownie wziął udział w Pucharze Narodów Afryki. Wystąpił na nim w spotkaniu z Kenią (3:0), zaś Senegal odpadł z turnieju w ćwierćfinale.
Po raz ostatni w mistrzostwach Afryki uczestniczył w 1994 roku i zagrał wówczas w pojedynku z Ghaną (0:1). Dla Senegalu był to natomiast drugi turniej z rzędu zakończony na ćwierćfinale.